# Jake Gyllenhaal
Jake Gyllenhaal (Los Angeles, 19. prosinca 1980.) američki je glumac. Sin je redatelja Stephena Gyllenhaala i brat glumice Maggie Gyllenhaal. Počeo je glumiti s deset godina, a prvu je zapaženu ulogu imao 2001. godine u filmu Donnie Darko.
Godine 2005. nominiran je za Oscara za najboljeg sporednog glumca, za ulogu u kontroverznom filmu Anga Leeja, Planina Brokeback.
Gyllenhaal je ostvario značajne uloge i u filmovima Dan poslije sutra, Zodiac i drugima. Trenutačno je u vezi s glumicom Reese Witherspoon.

## Vanjske poveznice
- Službena stranica  Arhivirana inačica izvorne stranice od 21. siječnja 2021. (Wayback Machine) (engl.)
- Jake Gyllenhaal u internetskoj bazi filmova IMDb-u (engl.)